# Pistacia cucphuongensis
Pistacia cucphuongensis es una especie de planta de flores del género pistacia, perteneciente a la familia Anacardiaceae. Es un arbusto o pequeño árbol endémico de Vietnam en las localidades de Cuc Phuong, Hoa Lư. 

## Taxonomía
Pistacia aethiopica fue descrita por Tran Ðinh Ðai y publicado en Journal of Biology (Vietnam) 3(3): 24, fig. 2. 1981.
Etimología
Pistacia: nombre genérico que según Umberto Quattrocchi dice que deriva del nombre latíno pistacia para un árbol de pistacho y del griego pistake para la núcula del pistacho. Ambas palabras aparentemente derivan a su vez de un nombre persa o árabe antiguo.
cucphuongensis: epíteto geográfico que alude a su localización en Cuc Phuong, Hoa Lư.